# Augusto Roa Bastos
Augusto Roa Bastos (Asunción, Paraguai, 13 de juny de 1917 - Ibid., 26 d'abril de 2005) va ser un escriptor, poeta, contista, novel·lista, periodista i guionista paraguaià. És considerat com l'autor més important del seu país i un dels més destacats en la literatura llatinoamericana. Va guanyar el Premi Cervantes el 1989 i les seves obres han estat traduïdes a, almenys, vint idiomes.
Produïda en la seva major part a l'exili, l'obra de Roa es caracteritza pel retrat que fa de la crua realitat del poble paraguaià, a través de la recuperació de la història del seu país i la reivindicació del seu caràcter de nació bilingüe (Paraguai també té l'idioma guaraní com a llengua oficial); i la reflexió sobre el poder en totes les seves manifestacions, tema central de la seva novel·la Yo el Supremo (1974), considerada la seva obra mestra i una de les cent millors novel·les del segle XX en llengua castellana.